# Annika Beck
Annika Beck (Gießen, 16 de Fevereiro de 1994) é uma ex-tenista profissional alemã, que teve como melhor ranking o 37º de simples na WTA.

## WTA Tour finais

### Simples (1–2)
| Legenda                             |
| ----------------------------------- |
| Grand Slam (0–0)                    |
| WTA Tour Championships (0–0)        |
| Premier Mandatory & Premier 5 (0–0) |
| Premier (0–0)                       |
| International (1–2)                 |

| Finais por Piso |
| --------------- |
| Duro (1–1)      |
| Saibro (0–1)    |
| Grama (0–0)     |
| Carpete (0–0)   |

| Posição | N. | Data            | Torneio                                  | Piso     | Oponente                   | Placar        |
| ------- | -- | --------------- | ---------------------------------------- | -------- | -------------------------- | ------------- |
| Vice    | 1. | 14 Outubro 2013 | Luxembourg Open, Luxemburgo              | Duro (i) | Caroline Wozniacki         | 2–6, 2–6      |
| Campeã  | 1. | 13 Outubro 2014 | Luxembourg Open, Luxemburgo              | Duro (i) | Barbora Záhlavová-Strýcová | 6–2, 6–1      |
| Vice    | 2. | 1 Agosto 2015   | Brasil Tennis Cup, Florianópolis, Brasil | Saibro   | Teliana Pereira            | 4–6, 6–4, 1–6 |

### Duplas (0–1)
| Legenda                             |
| ----------------------------------- |
| Grand Slam (0–0)                    |
| WTA Tour (0–0)                      |
| Premier Mandatory & Premier 5 (0–0) |
| Premier (0–0)                       |
| International (0–1)                 |

| Finais por Piso |
| --------------- |
| Duro (0–1)      |
| Saibro (0–0)    |
| Grama (0–0)     |
| Carpete (0–0)   |

| Posição | N. | Data           | Torneio                                  | Piso     | Parceira        | Oponentes                    | Placar        |
| ------- | -- | -------------- | ---------------------------------------- | -------- | --------------- | ---------------------------- | ------------- |
| Vice    | 1. | 6 Outubro 2014 | Generali Ladies Linz, Linz, Áustria      | Duro (i) | Caroline Garcia | Raluca Olaru Anna Tatishvili | 2–6, 1–6      |
| Campeã  | 1. | 31 Julho 2015  | Brasil Tennis Cup, Florianópolis, Brasil | Saibro   | Laura Siegemund | María Irigoyen Paula Kania   | 6–3, 7–6(7–1) |